# Hans Fürst (Chemiker)
Hans Paul Karl Fürst (* 6. Oktober 1909 in Berlin; † 17. August 2001 in Dresden) war ein deutscher Chemiker.

## Leben

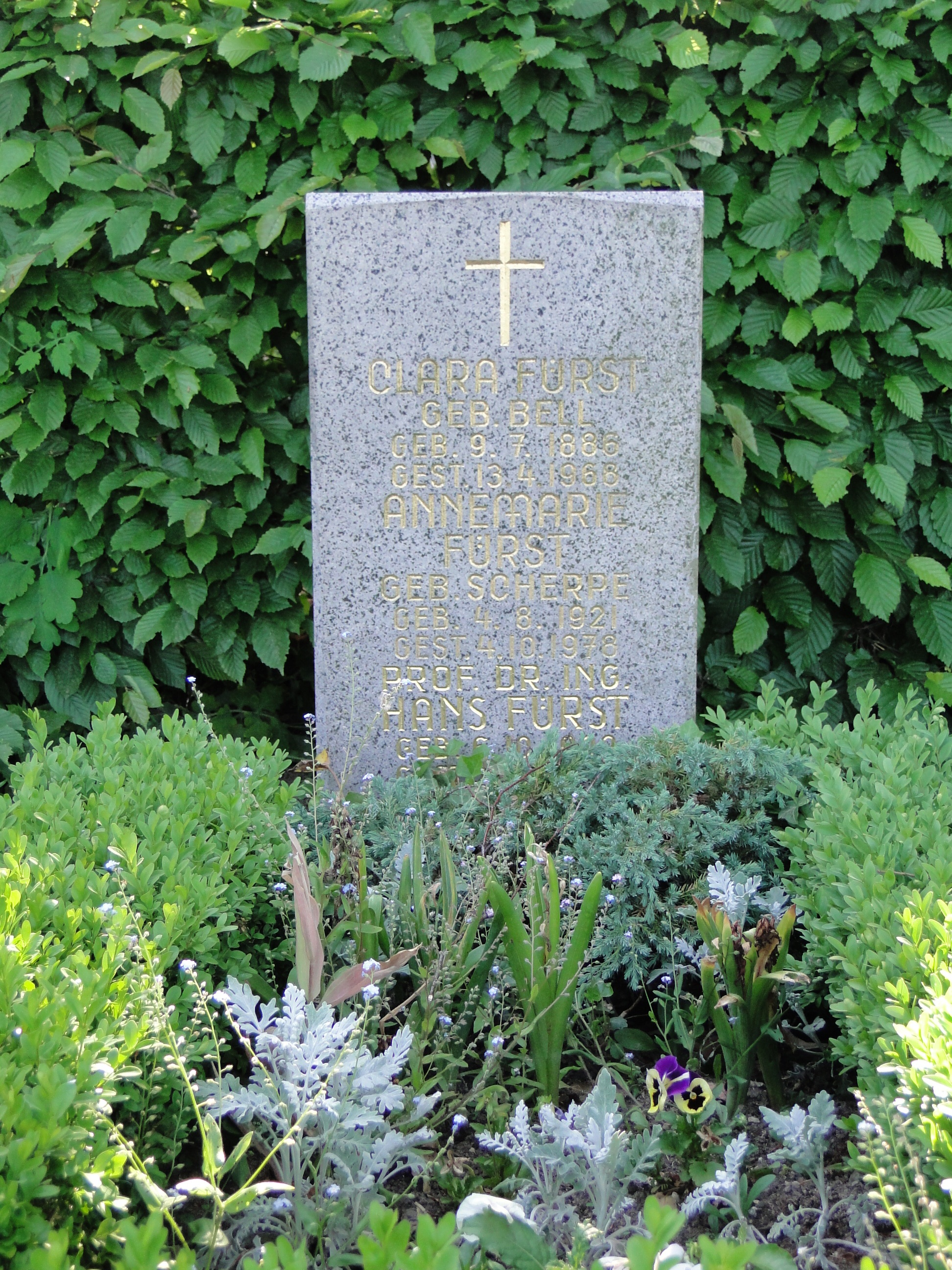
Grab von Hans Fürst auf dem Friedhof in Dölzschen

Hans Fürst legte 1928 sein Abitur an einer Berliner Oberrealschule ab. Es schloss sich bis 1931 ein Chemiestudium an der TH Berlin-Charlottenburg an. Fürst absolvierte dann ein Praktikum  bei Osram in Berlin-Moabit. Von 1936 bis 1938 setzte er sein Studium an der TH fort. Im Jahr 1937 legte er sein Diplom ab, 1938 erfolgte, ebenfalls an der TH Berlin-Charlottenburg seine Promotion. Nachdem er 1938 eine Assistenzstelle angenommen hatte, schloss sich von 1939 bis 1941 Kriegsdienst an. Von 1940 bis 1945 war er Oberingenieur an der TH Braunschweig. Hier habilitierte er 1944 und war dann auch als Privatdozent für organische Chemie tätig. Er arbeitete 1945 in Braunschweig als Chemiker und Betriebsleiter in der Pharmazie GmbH Braunschweig.
Von 1948 bis 1953 war er in Magdeburg-Salbke als Chemiker und Abteilungsleiter beim VEB Fahlberg-List beschäftigt. In dieser Zeit lebte er im Stadtteil Westerhüsen an der Adresse Alt Westerhüsen 175 in unmittelbarer Nähe des Werks. Sein Nachbar in diesem heute nicht mehr bestehenden Haus war sein Kollege Ernst Schmitz. 1951 wurde er auch Lehrbeauftragter für Methoden der organischen Chemie an der Universität Halle-Wittenberg.
Im Jahr 1953 wurde er Professor an der TH Dresden. Er hatte zunächst einen Lehrauftrag für Sondergebiete der organischen Chemie. 1961 erhielt er den Lehrstuhl für organisch-technische Chemie und wurde Direktor des entsprechenden Instituts. Von 1969 bis 1974 war er ordentlicher Professor für technische Chemie an der Sektion Chemie der Technischen Universität Dresden. Fürst verstarb 2001 in Dresden und wurde auf dem Friedhof Dölzschen beigesetzt.

## Werke
- Chemie und Pflanzenschutz, 1952
- Laboratoriumstechnik der organischen Chemie, 1961 (Hrsg. mit B. Keil)
- Organische Chemie, 8. Auflage 1965 (mit R. Müller)
- Über Alkylierungsreaktionen des O,O-Dimethyl-O-2-(methylmercapto)-äthylthionophosphorsäureesters bei höheren Temperaturen, in Journal praktische Chemie 312 (1970), 603–609 (mit P. Grübner)
- Olefinen, in Faserforschung und Textiltechnik 27 (1976) 6, 303–306